# Requena-Utiel
Requena-Utiel (Tiếng Valencian: Plana d'Utiel) là một comarca trong tỉnh Valencia, Cộng đồng Valencian, Tây Ban Nha.

## Các đô thị bên trong
- Camporrobles
- Caudete de las Fuentes
- Chera
- Fuenterrobles
- Requena
- Sinarcas
- Utiel
- Venta del Moro
- Villargordo del Cabriel